# Ràdio Girona
Ràdio Girona és una emissora de ràdio de Girona fundada el 10 de desembre de 1933 amb el nom de EAJ-38 Ràdio Girona.
Des de 2011 les seves freqüències són la 98.5 de la freqüència modulada i la 1008 de l'ona mitjana.

## Història
Inicialment, emetia des del carrer Carreras Peralta, però després es va traslladar al carrer de la Força i estava vinculada a Ràdio Associació de Catalunya emetent programació en cadena i espais locals musicals, meteorològics, infantils i d'economia. Va tenir un cert ressò durant el període republicà del segle xx, quan hi treballaren els locutors Francina Boris i Codina (abans de passar a Ràdio Associació de Catalunya), Joaquim Carreras (mort al front durant la guerra civil espanyola) i Enric Casademont i Aymerich, creador del personatge Pau Pi, i on també va fer algunes xerrades Carles Rahola. Durant la guerra civil espanyola se n'encarregà de les emissions Maria Tersa i Miralles, tot fent servir l'estudi com a refugi. Quan les tropes franquistes ocuparen Girona canviaren el nom de l'emissora pel de Radio España de Gerona.
El 2013 va celebrar el seu 80è aniversari amb el programa Amb tu, que va recordar antics locutors de Ràdio Girona.